# Коритозавр
Коритозавр (Corythosaurus) — рід рослиноїдних динозаврів із родини гадрозавридів з пізньої крейди, що жив близько 77—75,7 млн років тому на території сучасної Північної Америки. Його назва походить від грец. κόρυς, що означає «шолом». Рід був названий і описаний у 1914 році Барнумом Брауном.
Зараз вважається, що коритозавр належав до ламбеозаврових, а отже, був споріднений з ламбеозаврами, ніппонозаврами, велафронами, гіпакрозаврами та олоротитанами. Приблизна довжина коритозавра становила 7,7—9 метрів, а його череп, включаючи гребінь, сягав 70,8 сантиметра заввишки.
Коритозавр відомий за багатьма повними зразками, включаючи майже повний голотип, знайдений Брауном у 1911 році. У скелеті голотипу відсутня лише остання частина хвоста і частина передніх ніг, але збереглися відбитки його полігональної луски. Коритозавр відомий за багатьма черепами зі збереженими високими гребенями, що нагадують гребені казуарів або коринфські шоломи. Вважається, що найбільш правдоподібною функцією гребеня була вокалізація. Як у тромбоні, звукові хвилі проходили через численні камери у гребені, а потім підсилювалися, коли коритозавр видихав. Один екземпляр коритозавра навіть зберігся з останньою їжею в грудній порожнині. Усередині порожнини були залишки хвойних голок, насіння, гілок та фруктів, що свідчить про те, що коритозавр, ймовірно, харчувався рослинами.
Обидва види коритозаврів Corythosaurus casuarius та Corythosaurus intermedius присутні на дещо різних рівнях формації Парку динозаврів. Обидва все ще співіснували з тероподами та іншими птахотазовими, такими як дасплетозавр, брахілофозавр, паразауролоф, сколозавр і хазмозавр.

## Історія вивчення

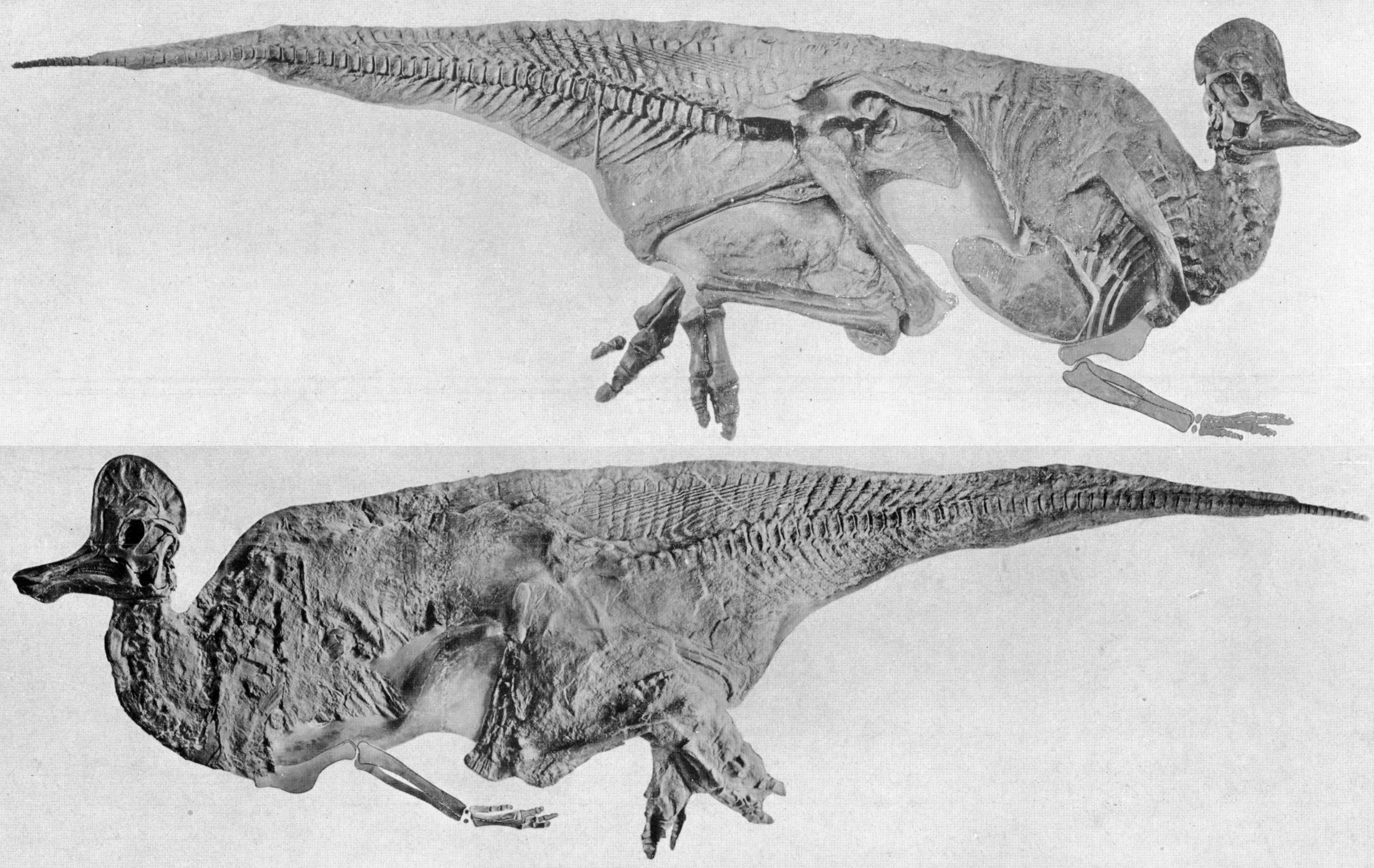
Викопний голотипний зразок AMNH 5240 частково вкритий відбитками шкіри

Перший екземпляр, AMNH 5240, був знайдений у 1911 р. Барнумом Брауном у річці Ред-Дір у провінції Альберта (Канада) і зібраний восени 1912 р.. Окрім майже повного скелета, знахідка була визначною ще й тому, що зберегла відбитки більшої частини шкури істоти. Нижня частина скелета була вкрита вуглистою глиною, що захищала шкіру від елементів. Скелет був зчленованим, в ньому бракувало лише останніх 0,61 метра хвоста та передніх ніг. Обидві лопатки та коракоїди збереглися у правильному положенні, але решта передніх ніг була відсутня (за винятком фаланг та частин плечових, ліктьових та променевих кісток). Знахідка нагадала Барнуму воїна в шоломі, і він назвав динозавра — коритозавр («ящір в шоломі») у 1914 році. Інший зразок, AMNH 5338, був знайдений у 1914 році Брауном і Пітером Кайзеном. Обидва зразки сьогодні зберігаються в Американському музеї природознавства у своїх оригінальних позах.
Два найкраще збережені зразки коритозавра, знайдені Чарльзом Г. Штернбергом у 1912 році, були втрачені 6 грудня 1916 року при транспортуванні кораблем SS Mount Temple до Великої Британії в часи Першої світової війни. Їх везли Артуру Сміту Вудварду, палеонтологу Британського музею природознавства в Англії, коли корабель, що перевозив їх, був потоплений німецьким торговим рейдером SMS Möwe посеред океану.

## Опис

### Голова

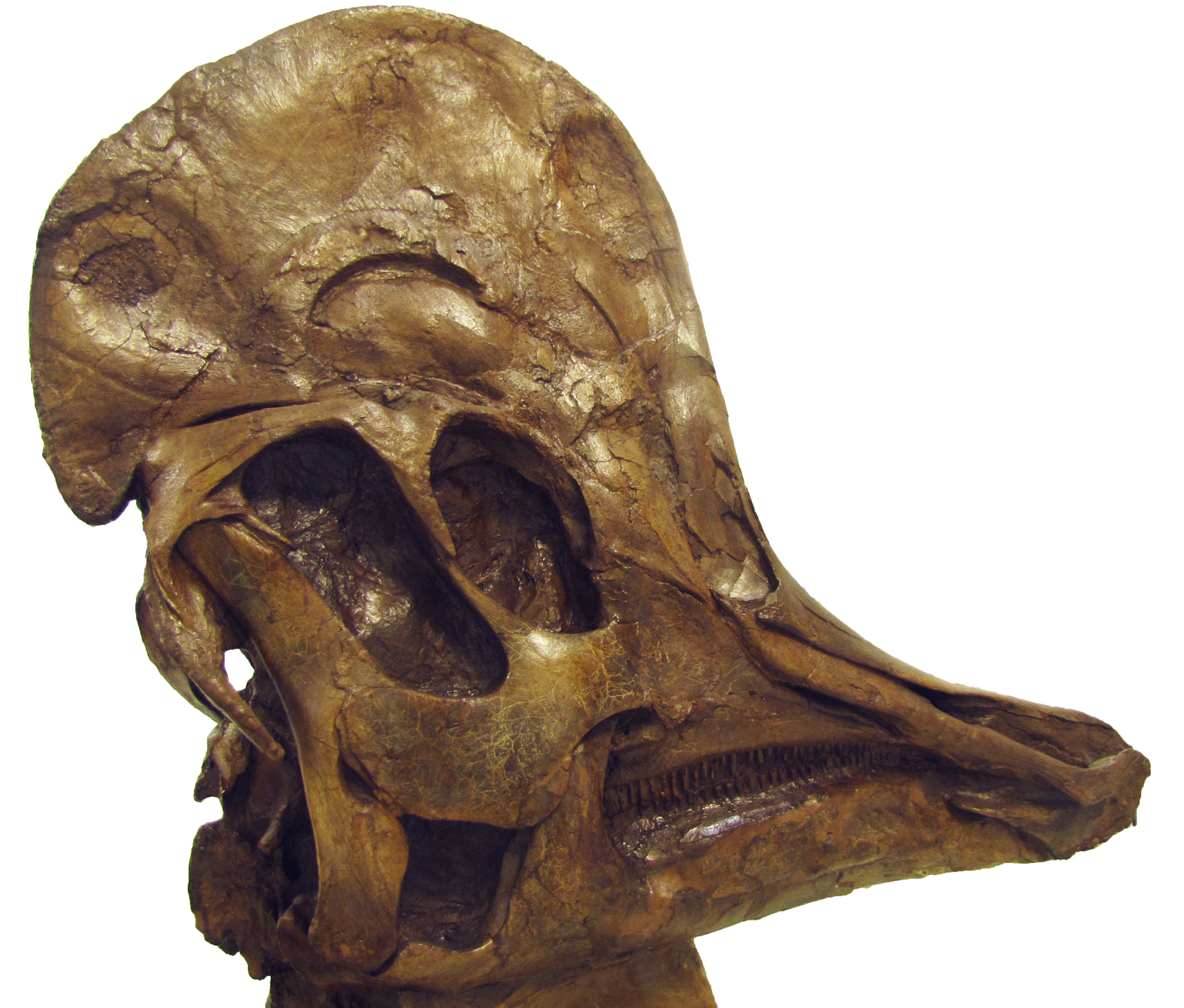
Голова типового зразка

#### Гребінь
Як і в інших представників підродини ламбеозаврових, у коритозавра був гребінь. Проте, на відміну від, наприклад, паразауролофа, не трубкоподібний. Гребінь у коритозавра був як півколо. Ламбеозавринів з трубкоподібним гребенем відносять до триби паразауролофіні. А з таким гребенем, як у ламбеозавра — до ламбеозавріні. Вважають, що особини з великим гребенем — досвідчені самці. Можливо, гребінь використовувався для приваблювання самок та відлякування суперників. У гребінь тягнулися носові ходи. Там вони утворювали дві обширні камери, які, можливо, допомагали регулювати вологість вдиханого повітря, покращували нюх, та, ймовірно, були резонатором звуків. З силою вдихаючи повітря через ці порожнини, корітозаври видавали особливі звуки, якими закликали самок, подавали характерні сигнали стаду, а матері підкликали дитинчат, які віддалилися на небезпечну відстань. Корітозаври так само могли за допомогою спеціальних звуків попереджати про небезпеку нападу хижаків. У дитинчат коритозаврів гребня не було. Гребінь був утворений розрослими передщелепними кістками.

#### Дзьоб
Як і в інших гадрозавридів, морда коритозавра закінчувалася широким, сплющеним дзьобом, як у качки (звідти й назва родини — «качконосі/качкодзьобі динозаври»). У глибині рота знаходилося багато маленьких зубів, які об'єднувалися у групи. За допомогою них гадрозавриди могли подрібнювати насіння, листя, хвою. Найбільше зубів мав едмонтозавр та анатотитан. У них було 1600 зубів.

### Кінцівки

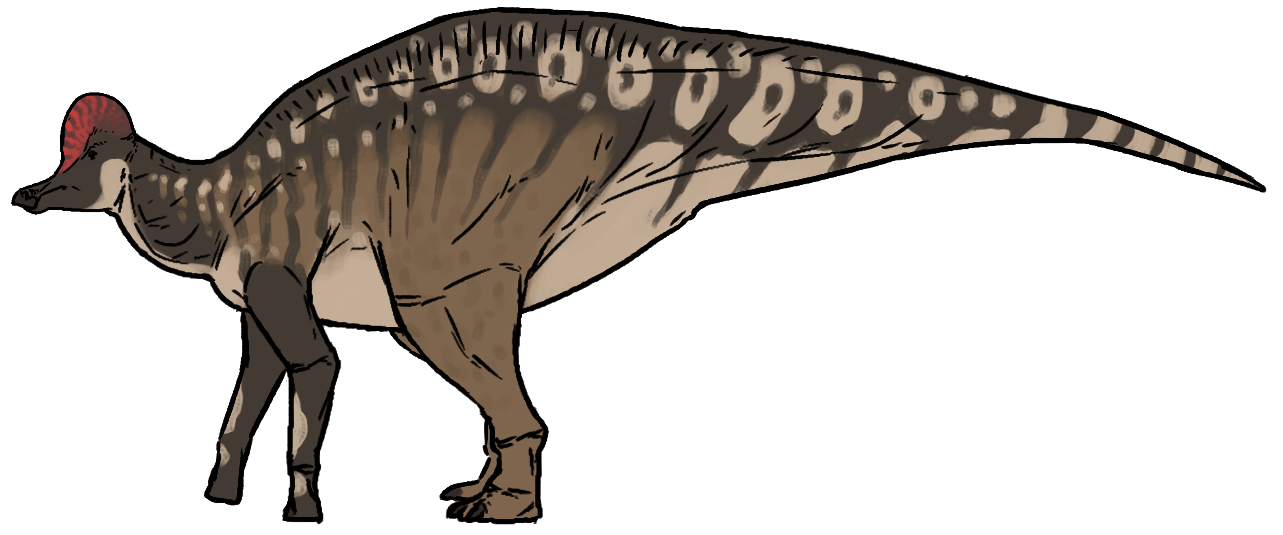
Художня реконструкція коритозавра

Задні кінцівки коритозавра були значно довші за передні, але, напевно, він міг пересуватися і так і так.

#### Копита
Як і в інших орнітоподів, на ногах у коритозавра було три пальці, як у птахів (звідти й походить назва «птахоногі»). Але пальці закінчувались не кігтями, а копитами. За допомогою копит він міг легко пересуватися на будь-якій поверхні.

### Шкіра
Шкіра коритозавра була вкрита лусками й пластинами різної форми та розміру.

## Спосіб життя
Гадрозавриди трималися невеликими стадами, ходячи по лісах. Інколи заходили у водойми. За допомогою гребеня попереджали про небезпеку. Вони не конкурували за їжу з іншими гадрозаврами (а їх там було п'ять видів), бо харчувалися різними рослинами.